# Daniil Ratnikov
Daniil Ratnikov (Pärnu, 10 febbraio 1988) è un ex calciatore estone, di ruolo centrocampista.

## Biografia
Anche suo padre Sergei e suo fratello Eduard sono o sono stati calciatori.

## Carriera
Dal 2010 al 2011 ha disputato 26 partite nella prima divisione bulgara con il Černo More Varna.

## Palmarès

### Club

#### Competizioni nazionali
- Supercoppa di Estonia: 1

TVMK Tallinn: 2005
- Campionato estone: 1

TVMK Tallinn: 2005